# Entretenimento audiovisual afetado pelos ataques de 11 de setembro
Os ataques de 11 de setembro de 2001 tiveram grande impacto no entretenimento audiovisual em todo o mundo, principalmente nos Estados Unidos da América.

## Cobertura televisiva
Foi a maior da história dos Estados Unidos. As principais redes de radiodifusão americanas passaram vários dias ininterruptos cobrindo os atentados desde o choque do primeiro avião na Torre Norte do World Trade Center. Milhões de telespectadores no mundo inteiro assistiram chocados à colisão ao vivo do segundo avião na Torre Sul.

### Reações de várias redes de televisão
- Nos Estados Unidos, as principais redes de televisão em língua inglesa (ABC, CBS e NBC) e as redes de televisão em espanhol (Univision e Telemundo) estavam na última meia hora de exibição de seus programas matinais ao vivo nos fusos horários do Leste e Central: Good Morning America (ABC), The Early Show (CBS), Today (NBC), ¡Despierta América! (Univision) e Esta Mañana (Telemundo), respectivamente, no momento do primeiro ataque. No segundo ataque, as redes já haviam suspendido a programação, em todos os fusos horários, para veicular coberturas especiais de suas respectivas divisões de notícias: ABC News, CBS News, NBC News, Noticias Univision e Noticias Telemundo. Como a Fox não tinha um programa matinal na rede, muitas afiliadas da Fox começaram a transmitir noticiários locais com cobertura da Fox News. ABC, CBS, Fox e NBC iriam ao ar sem comerciais, cobertura de notícias ao vivo até 15 de setembro. Algumas afiliadas interromperam a cobertura de notícias da rede em determinados momentos para transmitir seus noticiários locais regularmente programados. As três principais redes trouxeram seus principais âncoras do noticiário noturno para liderar a cobertura dentro de uma hora: Peter Jennings assumiu do GMA às 9h12, Tom Brokaw veio às 9h45 (embora a cobertura da NBC continuasse sob a alçada de Today por várias horas), e Dan Rather entrou no ar às 10h, segundos depois da queda da primeira torre.

- As principais estações de televisão da cidade de Nova Iorque forneceram cobertura local dos ataques ao World Trade Center, embora também tivessem que lidar com o tendão adicional de suas instalações de transmissão no topo do World Trade Center sendo destruído, junto com seis engenheiros de estação do WTC sendo mortos nos ataques; fora do WCBS-TV e do carro-chefe da Univision WXTV (que mantinha as instalações de backup do Empire State Building), as outras grandes estações comerciais de língua inglesa de Nova Iorque fizeram acordos apressadamente com outras estações de potência total e baixa potência no mercado não sediadas no World Trade Center (incluindo mudanças de cobertura para estações de televisão públicas sem comerciais) para continuar transmitindo sua cobertura over-the-air (a cobertura da televisão a cabo não foi afetada em grande parte devido às conexões diretas de fibra de estações para a Time Warner Cable e Cablevision; o ataques anteriores à adição de canais locais a provedores de transmissão direta por satélite). A WXTV retransmitiu notícias em espanhol e inglês para fornecer informações aos telespectadores.

- No dia 11 de setembro, as principais redes de televisão a cabo e satélite dos Estados Unidos reagiram de três formas diferentes: 
  - Suspenderam totalmente sua programação normal para retransmitir a cobertura de outros canais sobre os atentados: ESPN, ESPN2, e SoapNet, que retransmitiram ABC News; MTV, VH1, Nick at Nite, e TNN, que retransmitiram CBS News; TBS, TNT, Court TV, CNNfn, CNNfyi, e CNN Sports Illustrated, que retransmitiram CNN; Fox Sports Net, FX, Speedvision, e OLN, que retransmitiram Fox News Channel; e Home Shopping Network, que retransmitiu CBC's NewsWorld International.
  - Pararam completamente a programação: Food Network, HGTV, Fine Living, DIY e Shop at Home, QVC e Oxygen.
  - Continuaram sua programação normal: Nickelodeon, The Disney Channel, Cartoon Network, Comedy Central, A&E Network, The History Channel, Game Show Network (GSN), USA Network, Sci-Fi Channel, e Bravo.

### Danos em transmissores de rádio e televisão de Nova Iorque
Muitas estações de rádio e televisão da cidade tinham seus transmissores instalados na antena de comunicações da Torre Norte do World Trade Center, transmissores estes que foram destruídos quando o edifício desmoronou. A emissora de televisão WPIX teve sua comunicação com o satélite perdida momentos após o choque do voo 175 da United Airlines na torre sul. Quem sintonizou a WPIX através do satélite em todo o continente pôde ver a última imagem transmitida pela torre congelada durante a maior parte do dia.

## Filmes
Muitos filmes em produção durante os ataques de 11 de setembro tiveram de ser cancelados ou editados. Em muitos casos, o World Trade Center teve de ser removido digitalmente de cenas em que aparecia.

### Filmes editados
- Spider-Man: uma cena de um trailer do filme em que um helicóptero era capturado por teias de aranha entre as Torres Gêmeas teve de ser excluída. No filme, as torres foram retiradas digitalmente em suas aparições. Mesmo assim, ainda é possível ver o reflexo do WTC nos olhos da personagem principal em uma das cenas;
- Zoolander: o WTC foi removido digitalmente;
- Sidewalks of New York: os edifícios foram retirados do cartaz, embora tenham sido mantidos no filme;
- Serendipity: WTC digitalmente removido;
- Spy Game: o nível de fumaça na sequência de um bombardeio foi reduzido devido à sua semelhança com a fumaça do WTC;
- Men in Black II: WTC trocado pela Estátua da Liberdade em uma das cenas;
- Kissing Jessica Stein: removidas as cenas que incluíam o WTC;
- Lilo & Stitch: cenas de avião alteradas;
- The Bourne Identity: teve de ser muito editado devido à grande presença do terrorismo no enredo do filme;
- People I Know: cenas do WTC retiradas;
- The Incredibles: cena de desmoronamento de prédio substituída.

### Filmes adiados
- Collateral Damage, com Arnold Schwarzenegger, foi adiado por quatro meses;
- A versão de 2002 de The Time Machine ficou retida por três meses por uma cena em que um meteoro destrói Nova Iorque. Esta cena também foi removida.
- O filme Big Trouble foi adiado por sete meses uma vez que implica uma bomba nuclear sendo contrabandeada a bordo de uma aeronave.

### Filmes não alterados
Alguns filmes mantiveram as Torres Gêmeas após o 11 de setembro:
- Em Vanilla Sky, os produtores queriam que o diretor Cameron Crowe removesse as cenas com o WTC[1]. Ele não atendeu aos pedidos e as torres permaneceram no filme;
- As torres do WTC permaneceram em uma cena do filme A.I. - Inteligência Artificial;
- O final do filme Gangs of New York, que mostra as Torres Gêmeas, não foi removido;
- O filme Corky Romano não teve o WTC removido, embora tenha sido lançado em outubro de 2001. Os arranha-céus do complexo são claramente vistos em algumas cenas.

### Filmes cancelados
- O filme Nosebleed, com Jackie Chan, foi cancelado por relacionar um limpador de janelas do WTC com o terrorismo no tema[2];
- As temporadas de 2001 e 2002 de Law & Order, por tratar sobre a investigação de um ataque terrorista em Nova Iorque;
- True Lies 2, com Arnold Schwarzenegger e Jamie Lee Curtis: a proposta do filme assemelhava-se aos ataques de 11 de setembro[3].

### WTC adicionado
Alguns cineastas adicionaram o World Trade Center em filmes baseados em eventos anteriores aos atentados:
- It's a Very Merry Muppet Christmas Movie (2002);
- Em Miracle (2004), o WTC foi adicionado pois o enredo se passa no ano de 1980;
- Em Munique (2005), o enredo se passa em 1973, ano em que o WTC foi inaugurado;
- No filme Rent (2005), as imagens do WTC foram incluídas pois a história se passa entre os anos 1989 e 1990;
- O WTC é adicionado nos filmes World Trade Center e United 93 (2006) pois trata sobre os ataques de 11 de setembro.
- No filme Lembranças, o World Trade Center é adicionado no final do filme, pois, seu enredo se trata de um personagem que morreu nos ataques.